# Melolontha
Melolontha, dit popularment escarabat de Sant Joan, escarabat de maig i escarabat ratllat és un gènere de coleòpters polífags de la família dels escarabèids, o segons alguns taxonomistes dins la seva pròpia família, Melolonthidae. Algunes espècies són plagues de l'agricultura.

## Taxonomia
Linnaeus va donar el nom a l'espècie europea com Scarabaeus melolontha. Étienne Louis Geoffroy va usar Melolontha com a nom del gènere (1762).
- Melolontha aceris Faldermann, 1835
- Melolontha afflicta Ballion, 1870
- Melolontha albida Frivaldszky, 1835
- Melolontha anita Reitter, 1902
- Melolontha argus Burmeister 1855
- Melolontha bifurcata (Brenske, 1896)
- Melolontha chinensis (Guerin, 1838)
- Melolontha ciliciensis Petrovitz
- Melolontha flabellata Sharp, 1876
- Melolontha frater Arrow, 1913 – Indonèsia
- Melolontha fuscotestacea Kraatz, 1887
- Melolontha guttigera Sharp, 1876
- Melolontha hippocastani Fabricius, 1801 – Europa
- Melolontha incana Motschulsky, 1853
- Melolontha insulana Burmeister, 1939
- Melolontha japonica Burmeister, 1855
- Melolontha kraatzi Reitter 1906
- Melolontha melolontha (Linnaeus, 1758) – Europa
- Melolontha papposa Illiger, 1803
- Melolontha pectoralis Megerle von Mühlfeld, 1812 – European large cockchafer
- Melolontha rubiginosa
- Melolontha rufocrassa Fairmaire, 1889
- Melolontha satsumaenis Nijma & Kinoshita
- Melolontha virescens (Brenske, 1896)